# Civilisations (revue)
Pour les articles homonymes, voir Civilisation (homonymie).
 (septembre 2018).
Civilisations est une revue scientifique internationale d'anthropologie et de sciences humaines.
Diffusée sans discontinuité depuis 1951, elle publie, en français et en anglais, des articles relevant des différents champs de l’anthropologie, sans exclusive régionale ou temporelle. Relancée depuis 2002 avec un nouveau comité éditorial et un nouveau sous-titre (Revue internationale d’anthropologie et de sciences humaines), la revue encourage désormais particulièrement la publication d’articles où les approches de l’anthropologie s’articulent à celles d’autres sciences sociales, révélant ainsi les processus de construction des sociétés.
Civilisations est une revue en libre accès accessible sur le portail OpenEdition Journals, avec un délai de restriction de trois ans. Elle est éditée par l'Institut de sociologie de l'Université Libre de Bruxelles.